# Fucktoys
Pour plus de détails, voir Fiche technique et Distribution.
Fucktoys est une  comédie noire de sexploitation de 2025 réalisé par Annapurna Sriram. Sriram joue le rôle d'AP, une prostituée de Trashtown qui doit amasser des fonds afin de financer un rituel recommandé par des médiums qui brisera une malédiction qui pèse sur elle. Le film est le premier film de Sriram en tant que réalisatrice.